# 안자이 치카
안자이 치카(일본어: 安済 知佳 あんざい ちか[*], 1990년 12월 22일 ~ )는 일본의 여성 성우로, 후쿠이현 출신이다.
2020년 8월 1일 트위터와 인스타그램에 결혼을 발표했다.

## 출연 작품

### 극장판 애니메이션
- 2023년
  - 극장판 울려라! 유포니엄: 앙상블 콘테스트 (코사카 레이나)